# Havraníky
Havraníky (in tedesco Kaidling) è un comune della Repubblica Ceca facente parte del distretto di Znojmo, in Moravia Meridionale.